# مجیدیه‌کوی

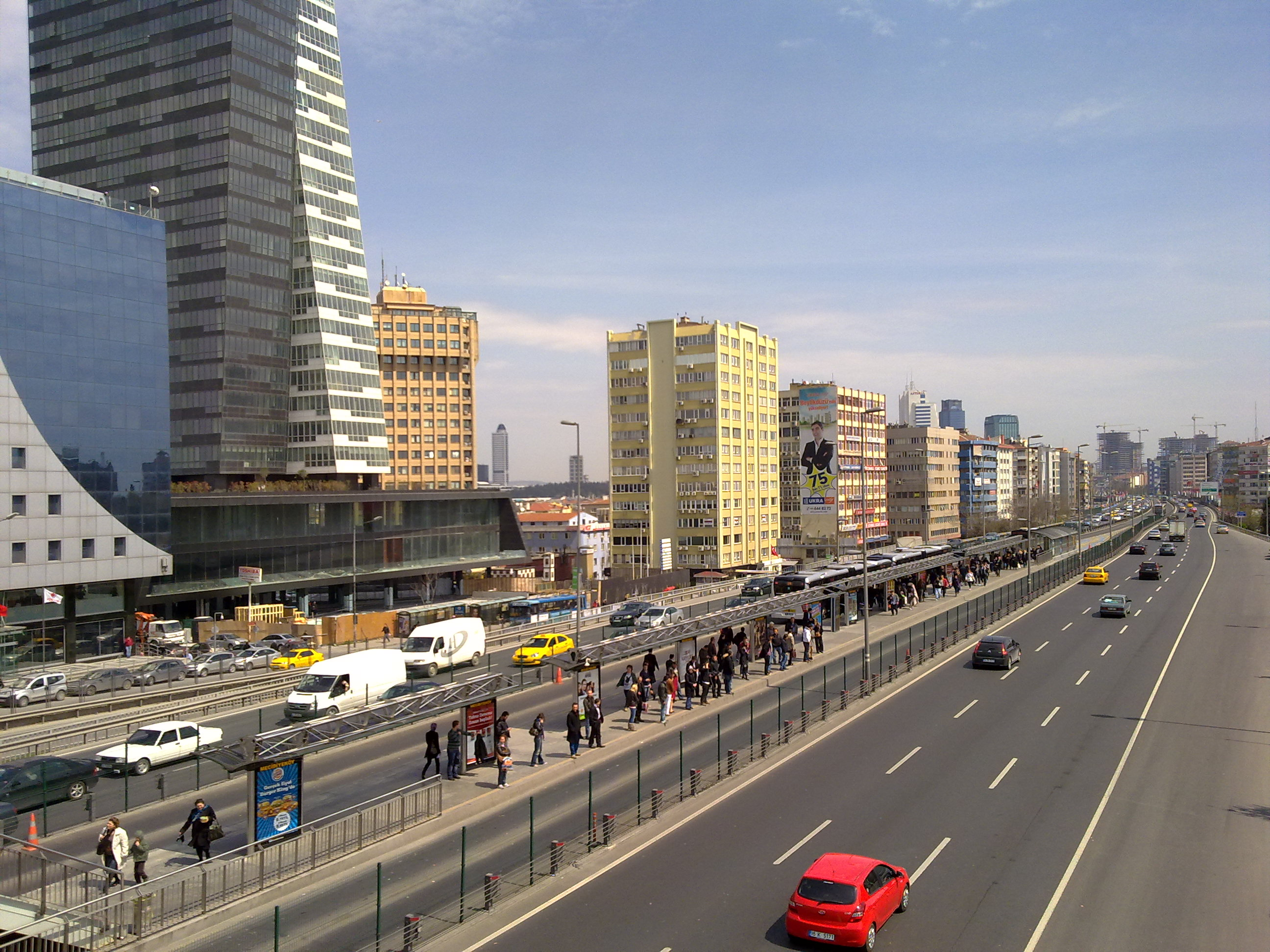
متروبوس مجیدیه‌کوی.

مجیدیه‌کوی (ترکی استانبولی: Mecidiyeköy) یکی از محلات شهر استانبول است. این محله در ناحیه شیشلی واقع شده‌است.
مجیدیه‌کوی یکی از محله‌های تجاری برجسته استانبول است. این محله بین محله‌های فولیا، قوش‌تپه، گل‌تپه، اسن‌تپه و گلبهار واقع شده‌است. طبق اطلاعات جمعیتی سال ۲۰۰۸، جمعیت این محله ۲۰۳۳۱ نفر است. 
محله مجیدیه‌کوی نام خود را از سلطان عثمانی عبدالمجید یکم گرفته‌است، زیرا این محله از زمان سلطنت او شروع به آبادانی کرد. 